# Emil Žnidar
Emil Žnidar, slovenski smučar, * 27. februar 1914, Slovenski Javornik, † februar, 1977,  Jesenice.
Žnidar je za Kraljevino Jugoslavijo nastopil na Zimskih olimpijskih igrah 1936 v Garmisch-Partenkirchnu, kjer je nastopil v alpski kombinaciji in osvojil 33. mesto.